# ربع شنديد
قرية ربع شنديد هي إحدى القرى التابعة لمركز إيتاي البارود في محافظة البحيرة في جمهورية مصر العربية. حسب إحصاءات سنة 2006، بلغ إجمالي السكان في ربع شنديد 1955 نسمة، منهم 989 رجل و966 امرأة.